# Polizeidienstkunde
Die Polizeidienstkunde (Abkürzung PDK oder PD) ist die Lehre von der praktischen  „Polizeiarbeit“. Sie ist ein wichtiger  Ausbildungsinhalt an allen deutschen Polizeischulen und wird in vielen Laufbahnprüfungen schriftlich und mündlich abgeprüft.
Sie vermittelt das polizeiliche Handeln in der Praxis; im Einzelnen behandelt die Polizeidienstkunde beispielsweise:
- Organisation der Polizei, z. B. Hierarchien, Verwaltungsaufbau
- die Umsetzung von Vorschriften, z. B. die Polizeidienstvorschriften und die RiStBV
- die tatsächliche Durchführung von Maßnahmen, z. B. Taktik im Polizeieinsatz, Durchsuchungen, Absperrungen, Personenkontrollen, Fahndungen
- Polizeiliches Handeln
- Zusammenarbeit mit anderen Behörden und Institutionen
- Funkverkehr im Polizeifunk (BOS-Funk) und Bedienung von Funkgeräten
- Sachbearbeitung, z. B. Erstellung von Strafanzeigen, Führen von Tagebüchern, behördlicher Schriftverkehr, Verkehrsunfallaufnahme u. Ä.
- Trageweise der Uniform (Anzugsordnung)
- Meldewege und Lagemeldungen
- Führungs- und Einsatzmittel
- Recht des Öffentlichen Dienstes in der Praxis, z. B. Pausen, Arbeitszeit, Schichtdienst, Urlaub
- Einsatzlehre, z. B. im geschlossenen Einsatz

In vielen Bundesländern wurde die Einsatzausbildung aus dem Unterrichts- und Prüfungsstoff der Polizeidienstkunde herausgelöst.